# Forcepia
Forcepia is een geslacht van sponsdieren uit de klasse van de Demospongiae (gewone sponzen).

## Soorten
- Forcepia (Forcepia) agglutinans Burton, 1933
- Forcepia (Forcepia) arenosa Hentschel, 1911
- Forcepia (Forcepia) biceps (Carter, 1886)
- Forcepia (Forcepia) carteri Dendy, 1896
- Forcepia (Forcepia) colonensis Carter, 1874
- Forcepia (Forcepia) crassanchorata Carter, 1885
- Forcepia (Forcepia) elvini Lee, 2001
- Forcepia (Forcepia) fabricans (Schmidt, 1874)
- Forcepia (Forcepia) fistulosa van Soest, 2009
- Forcepia (Forcepia) forcipis (Bowerbank, 1866)
- Forcepia (Forcepia) forcipula (Lundbeck, 1905)
- Forcepia (Forcepia) foresti Lévi & Lévi, 1989
- Forcepia (Forcepia) fragilis Stephens, 1917
- Forcepia (Forcepia) grandisigmata van Soest, 1984
- Forcepia (Forcepia) groenlandica Fristedt, 1887
- Forcepia (Forcepia) hartmani Lee, 2001
- Forcepia (Forcepia) hymena (de Laubenfels, 1930)
- Forcepia (Forcepia) imperfecta Topsent, 1904
- Forcepia (Forcepia) japonica Koltun, 1959
- Forcepia (Forcepia) koltuni Lévi & Lévi, 1989
- Forcepia (Forcepia) lissa (de Laubenfels, 1954)
- Forcepia (Forcepia) macrostylosa Lee, 2001
- Forcepia (Forcepia) mertoni Hentschel, 1912
- Forcepia (Forcepia) minima van Soest, 2009
- Forcepia (Forcepia) psammophila (Cabioch, 1968)
- Forcepia (Forcepia) solustylota Hoshino, 1977
- Forcepia (Forcepia) stephensi Dendy, 1922
- Forcepia (Forcepia) thielei Lundbeck, 1905
- Forcepia (Forcepia) topsenti Lundbeck, 1905
- Forcepia (Forcepia) toxafera Cárdenas & Rapp, 2015
- Forcepia (Forcepia) trilabis (Boury-Esnault, 1973)
- Forcepia (Forcepia) vansoesti Lim, de Voogd & Tan, 2012
- Forcepia (Forcepia) volsella Topsent, 1928
- Forcepia (Leptolabis) acanthostylosa Lee, 2001
- Forcepia (Leptolabis) apuliae (Sarà, 1969)
- Forcepia (Leptolabis) assimilis (Lundbeck, 1910)
- Forcepia (Leptolabis) australis (Lévi, 1963)
- Forcepia (Leptolabis) bilabifera (Burton, 1935)
- Forcepia (Leptolabis) brunnea (Topsent, 1904)
- Forcepia (Leptolabis) convergens (Topsent, 1928)
- Forcepia (Leptolabis) dentifera (Topsent, 1927)
- Forcepia (Leptolabis) forcipula (Topsent, 1904)
- Forcepia (Leptolabis) irritans (Thiele, 1905)
- Forcepia (Leptolabis) luciensis (Topsent, 1888)
- Forcepia (Leptolabis) megachela (Maldonado, 1992)
- Forcepia (Leptolabis) microlabis van Soest, 2009
- Forcepia (Leptolabis) pustula (Fristedt, 1887)
- Forcepia (Leptolabis) tenuissima Hentschel, 1911
- Forcepia (Leptolabis) uschakowi (Burton, 1935)
- Forcepia (Leptolabis) vermicola Lehnert & van Soest, 1996